# Förklädesboken - gamla och nya förkläden att sy själv
Förklädesboken - gamla och nya förkläden att sy själv (ISBN 91-7021-349-6) är en bok av Kerstin Lokrantz som utgavs 1981 på Gidlunds förlag. Boken innehåller båda traditionella och nydesignade modeller och har inspirerat många att sy och använda förkläden. 
Förutom förkläden i mer modern design finns också klassiska modeller som till exempel madickenförkläde, Karin-förkläde och volangförkläde.
Lokrantz själv betraktade förklädet som det idealiska plagget eftersom det är dekorativt, praktiskt och hygieniskt.